# Pearcea reticulata
Pearcea reticulata är en tvåhjärtbladig växtart som först beskrevs av Karl Fritsch, och fick sitt nu gällande namn av L.P. Kvist och L.E. Skog. Pearcea reticulata ingår i släktet Pearcea och familjen Gesneriaceae. Inga underarter finns listade i Catalogue of Life.